# Talaromyces funiculosus
Talaromyces funiculosus (Thom) Samson, N. Yilmaz, Frisvad & Seifert – gatunek grzybów z rodziny Aspergillaceae.

## Systematyka i nazewnictwo
Pozycja w klasyfikacji według Index Fungorum: Tabalomyces, Aspergillaceae, Eurotiales, Eurotiomycetidae, Eurotiomycetes, Pezizomycotina, Ascomycota, Fungi.
Po raz pierwszy zdiagnozował go w 1910 r. Charles Thom nadając mu nazwę Penicillium funiculosum. W 2010 roku mykolodzy Samson, N. Yilmaz, Frisvad & Seifert na podstawie badań mikroskopowych i analizy DMA uznali, że nie należy on do rodzaju Penicillium i przenieśli go do rodzaju Talaromyces.

## Morfologia i fizjologia
Konidiofory biwerticilioidalne, gładkie o wymiarach 15–100 × 2–3,5 μm; gałęzie 8–18 μm. Metule w liczbie od trzech do sześciu, rozbieżne, o wymiarach 6,5–11 × 2–4 μm. Fialidy ostro zakończone o wymiarach 7,5–11 × 1,5–2,5 μm. Na jednej metuli jest 3–8 fialid. Konidia gładkie, elipsoidalne o wymiarach 2–3 (–5,5) × 1–2 (–2,5) μm. Wykazuje szybki wzrost na ogólnych pożywkach. Na pożywce CREA w temperaturze 37 °C wytwarza silny kwas sekalonowy. Teleomorfa nie jest znana.

## Występowanie i znaczenie
W Polsce znajdywany był w glebie na włośnikach, korzeniach, nasionach i w resztkach wielu gatunków roślin (jodła pospolita, jawor, owies, pomidor, sosna czarna, świerk pospolity, ziemniak, pszenica). Wywołuje chorobę ananasów i jest jednym z gatunków wywołujących peniciliozę cebul.